# Каннський кінофестиваль 2004
57-й Каннський міжнародний кінофестиваль відбувся з 12 по 23 травня у Каннах, Франція. Золоту пальмову гілку отримав фільм Фаренгейт 9/11 режисера Майкла Мура.
У конкурсі було представлено 19 повнометражних фільмів та 10 короткометражок. Фестиваль відкрито показом стрічки «Погане виховання» режисера Педро Альмодовара. Фільмом закриття фестивалю було обрано «Улюбленець» режисера Ірвіна Вінклера. Ведучою церемонії нагородження переможців була італійська акторка Лаура Моранте.

## Журі

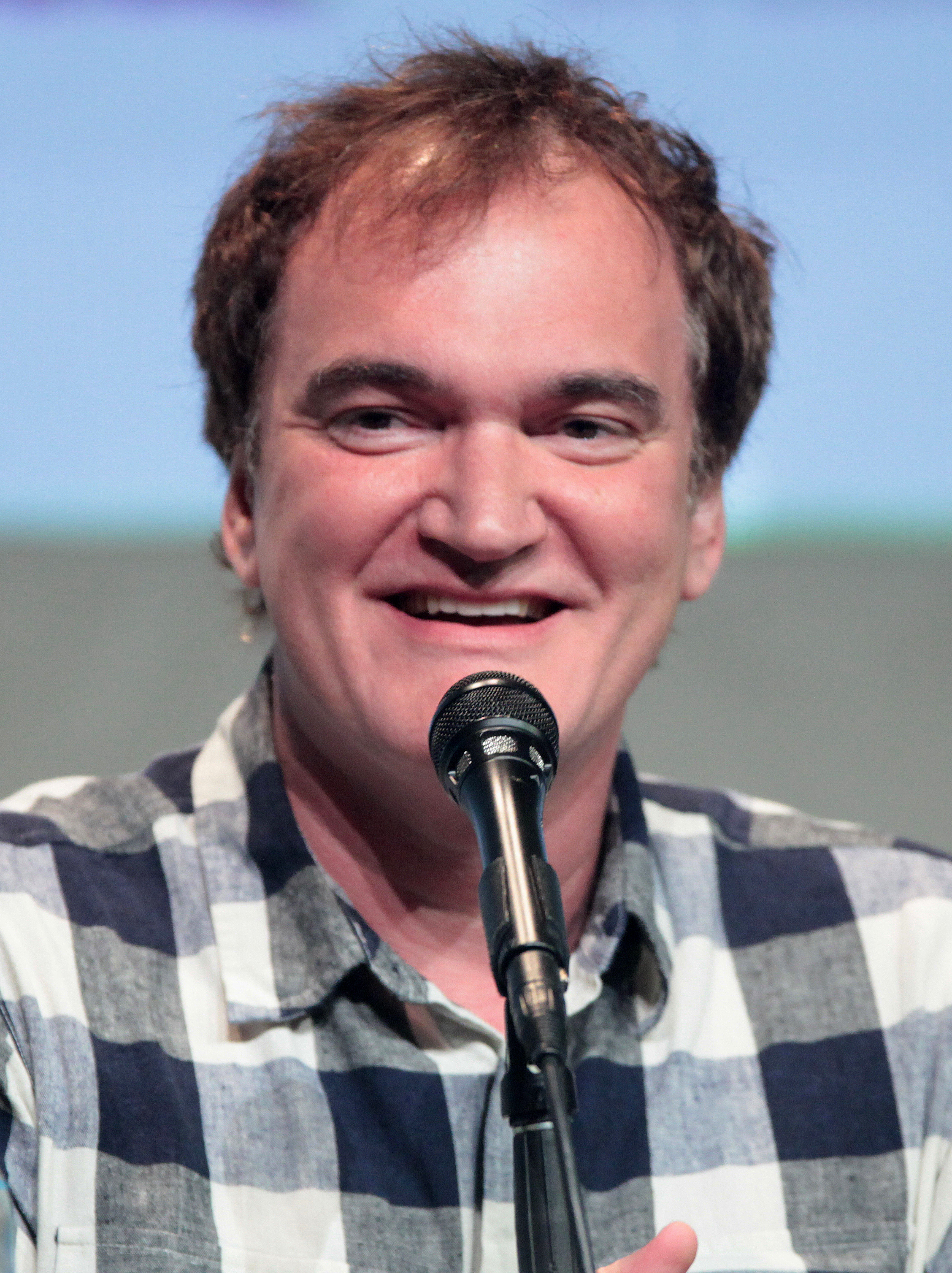
Квентін Тарантіно, Голова журі

- Голова: Квентін Тарантіно, кінорежисер, сценарист та актор ( США)
- Еммануель Беар, акторка ( Франція)
- Едвідж Дантіка, акторка і письменниця ( Гаїті/ США)
- Тільда Свінтон, акторка ( Велика Британія)
- Кетлін Тернер, акторка ( США)
- Бенуа Пульворд, актор ( Бельгія)
- Джеррі Шатцберг, режисер ( США)
- Цуй Гарк, режисер и продюсер ( Гонконг)
- Петер фон Баг, режисер і критик ( Фінляндія)

### Особливий погляд
- Голова: Джеремі Томас, продюсер ( Велика Британія)
- Карлос Гомес, критик, ( Іспанія)
- Баба Рікерме, журналіст, ( Італія)
- Ерік Лібю, критик, ( Франція)
- Ева Заоралова (художній директор кінофестивалю в Карлових Варах) ( Чехія)
- Майкл Демопулос, критик ( Греція)

### Сінефондасьйон та конкурс короткометражних фільмів
- Голова: Никита Михалков, режисер ( Росія)
- Ніколь Гарсія, акторка ( Франція)
- Маріса Паредес, акторка ( Іспанія)
- Нурі Більге Джейлан, режисер ( Туреччина)
- Пабло Траперо, режисер і продюсер ( Аргентина)

## Фільми-учасники конкурсної програми
★Переможців виділено окремим кольором.
Повнометражні фільми
| Фільм                          | Назва мовою оригіналу               | Режисер                      | Країна               |
| ------------------------------ | ----------------------------------- | ---------------------------- | -------------------- |
| 2046                           | 2046                                | Вонг Карвай                  | Гонконг              |
| Вигнанці                       | Exil                                | Тоні Ґатліф                  | Франція              |
| Вихователі                     | Die fetten Jahre sind vorbei        | Ганс Вайнгартнер             | Німеччина/ Австрія   |
| Дух в обладунку 2: Невинність  | Ghost in the Shell 2: Innocence     | Мамору Осії                  | Японія               |
| Жінка — майбутнє чоловіка      | Yeojaneun namjaui miraeda           | Хонг Санг Су                 | Південна Корея       |
| Життя і смерть Пітера Селлерса | The Life and Death of Peter Sellers | Стівен Гопкінс               | Велика Британія      |
| Життя як диво                  | Život je čudo                       | Емир Кустуриця               | Сербія та Чорногорія |
| Ігри джентльменів              | The Ladykillers                     | Джоел та Етан Коени          | США                  |
| Мондовіно                      | Mondovino                           | Джонатан Носсітер            | США                  |
| Наслідки кохання               | Le Conseguenze dell'amore           | Паоло Соррентіно             | Італія               |
| Ніхто не дізнається            | 誰も知らない / Dare mo shiranai     | Хірокадзу Корееда            | Японія               |
| Олдбой                         | 올드보이 / Oldboy                   | Пак Чхан Ук                  | Південна Корея       |
| Очищення                       | Clean                               | Олів'є Ассаяс                | Франція              |
| Подивись на мене               | Schau mich an!                      | Аньєс Жауї                   | Франція              |
| Свята дівчина                  | La Niña santa                       | Лукресія Мартель             | Аргентина            |
| Тропічна хвороба               | สัตว์ประหลาด / Sud pralad             | Апічатпон Вірасетакул        | Таїланд              |
| ★ Фаренгейт 9/11               | Fahrenheit 9/11                     | Майкл Мур                    | США                  |
| Шрек 2                         | Shrek 2                             | Ендрю Адамсон, Конрад Вернон | США                  |
| Щоденники мотоцикліста         | Diarios de motocicleta              | Вальтер Саллес               | Аргентина            |

## Особливий погляд
| Фільм                        | Назва мовою оригіналу              | Режисер                           | Країна                                 |
| ---------------------------- | ---------------------------------- | --------------------------------- | -------------------------------------- |
| 10 це десять (док.)          | 10 on Ten                          | Аббас Кіаростамі                  | Іран                                   |
| Александрія... Нью-Йорк      | Alexandria... New York             | Юсеф Шахін                        | Єгипет, Франція                        |
| Вбивство Річарда Ніксона     | The Assassination of Richard Nixon | Нільс Мюллер                      | США, Мексика                           |
| Віскі                        | Whisky                             | Хуан Пабло Ребелья та Пабло Штоль | Аргентина, Німеччина, Іспанія, Уругвай |
| Готель                       | Hotel                              | Джессіка Гаузнер                  | Австрія                                |
| До швидкого!                 | A Tout de Suite                    | Бенуа Жако                        | Франція                                |
| Земля і попіл                | Khakestar-o-khak                   | Атік Рахімі                       | Афганістан                             |
| Контроль                     | Kontroll                           | Анталь Німрод                     | Угорщина                               |
| Ласкаво просимо до Швейцарії | Bienvenue en Suisse                | Леа Фазер                         | Франція, Швейцарія                     |
| Легка вага                   | Poids léger                        | Жан-П'єр Амері                    | Франція                                |
| Любий Френкі                 | Dear Frankie                       | Шона Ауербах                      | Велика Британія                        |
| Марсель                      | Marseille                          | Ангела Шанелек                    | Німеччина                              |
| Меч воїна                    | 청풍명월 / Cheongpung myeongwol    | Кім І-сок                         | Південна Корея                         |
| Не йди                       | Non ti muovere                     | Серджіо Кастеллітто               | Італія, Іспанія, Велика Британія       |
| Пасажі                       | 路程 / Lu cheng                    | Ян Чао                            | КНР                                    |
| Перезавантаження             | Somersault                         | Кейт Шртланд                      | Австралія                              |
| ★ Притулок                   | Moolaadé                           | Усама Самбен                      | Сенегал                                |
| Темна ніч                    | Noite Escura                       | Жуан Каніжу                       | Португалія                             |
| Хроніки                      | Crónicas                           | Себастьян Кордеро                 | Еквадор, Мексика                       |
| Цього вечора                 | À ce soir                          | Лор Дютієль                       | Франція                                |
| Шиза                         | Shiza                              | Гульшад Омарова                   | Казахстан, Росія, Франція, Німеччина   |

## Нагороди

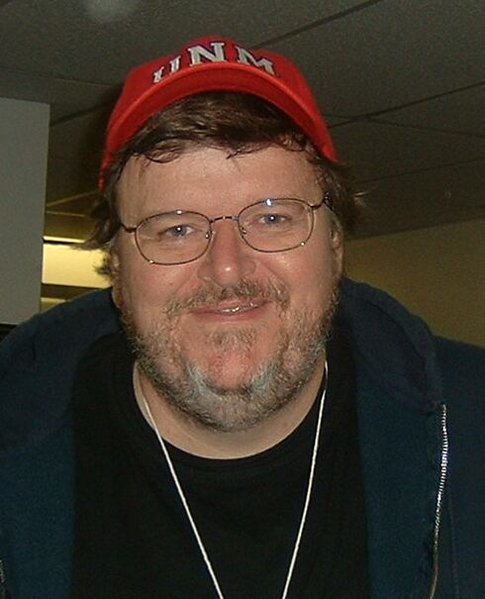
Майкл Мур, лауреат «Золотої пальмової гілки» 2004

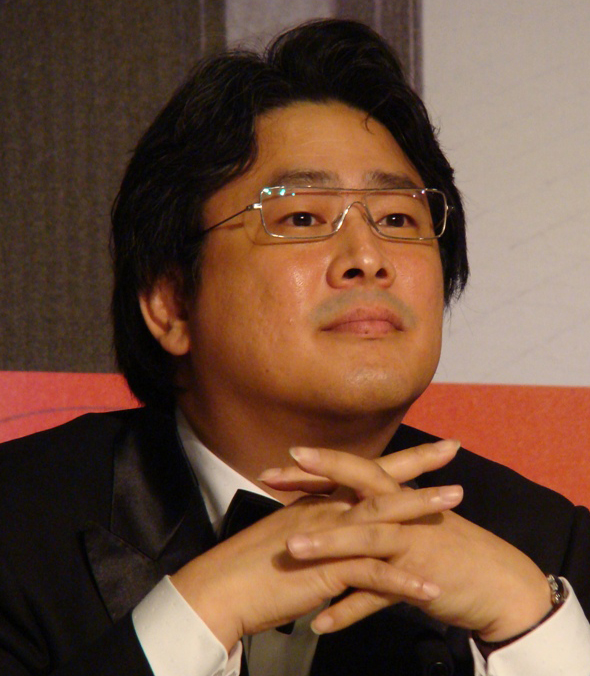
Пак Чхан Ук, Лауреат Гран-прі фестивалю

Наступні фільми та люди отримали нагороди офіційної програми фестивалю:
- Золота пальмова гілка: Фаренгейт 9/11, реж. Майкл Мур
- Гран-прі: Олдбой, реж. Пак Чхан Ук
- Приз за найкращу режисуру: Вигнанці, реж. Тоні Ґатліф
- Найкращий сценарій: Аньєс Жауї та Жан-П'єр Бакрі за Подивись на мене
- Приз за найкращу жіночу роль: Меггі Чун за Очищення
- Приз за найкращу чоловічу роль: Юя Ягіра за Ніхто не дізнається
- Приз журі: Тропічна хвороба, реж. Апічатпон Вірасетакул

Особливий погляд
- Приз «Особливий погляд»: Притулок, реж. Усман Сембен
- Приз «Оригінальний погляд»: Віскі, реж. Хуан Пабло Ребелья та Пабло Штоль
- Приз «Погляд у майбутнє»: Земля і попіл, реж. Атік Рахімі

Сінефондасьйон
- Перший приз: Щасливий зараз, реж. Фредерікке Аспек
- SДругий приз: Подорож до місті, реж. Корнеліу Порумбою та 99 років мого життя, реж. Мар'я Мікконен
- Третій приз: Добре, що Ви, реж. Ян Комаса

Золота камера
- Золота камера: Мій скарб, реж. Керен Едайя
- Золота камера — Спеціальна відмітка: Пасажі, реж. Ян Чао та Земля і попіл, реж. Атік Рахімі

Короткометражні фільми
- Золота пальмова гілка за короткометражний фільм: Трафік, реж. Кетелін Мітулеску
- Приз журі за короткометражний фільм: Квартине життя, реж. Йонас Гейрнаерт

### Незалежні нагороди
Приз ФІПРЕССІ
- Фаренгейт 9/11, реж. Майкл Мур (конкурс)
- Віскі, реж. Хуан Пабло Ребелья та Пабло Штоль (Особливий погляд)
- Жага, реж. Тауфік Абу Вайль (Міжнародний тиждень критиків)

Приз «Вулкан» за технічну майстерність
- Приз «Вулкан»: Ерік Готьє за операторську роботу в Очищення та Щоденники мотоцикліста

Ecumenical Jury
- Приз екуменічного журі: Щоденники мотоцикліста, реж. Вальтер Саллес
- Екуменічне журі — Спеціальна згадка: Притулок, реж. Усман Сембен

Нагорода молодих
- Контроль, реж. Анталь Німрод

Нагороди в рамках Міжнародного тижня критиків
- Приз Міжнародного тижня критиків: Вишивальниці, реж. Елеонор Фоше та Мій скарб, реж. Керен Едайя
- Нагорода Canal+: Раян, реж. Кріс Ландрет
- Нагорода Kodak за короткометражний фільм: Раян, реж. Кріс Ландрет
- Нагорода молодих критиків — Найкращий короткометражний фільм: Раян, реж. Кріс Ландрет
- Нагорода молодих критиків — Найкращий художній фільм: Мій скарб, реж. Керен Едайя
- Велика Золота рейка: Зовсім поруч із землею, реж.Кароль Лор
- Мала Золота рейка: Аліса і я, реж. Саша Волд

Приз Асоціації Франсуа Шале
- Приз Франсуа Шале: Щоденники мотоцикліста, реж. Вальтер Саллес[12]